# Стенопеична фотография
Стенопеична фотография (от гръцки στένω/стено – тесен, ὀπή/опе – отвор, дупка) е вид фотография, който се прави със стенопеичен фотоапарат, който е малка реплика на камера обскура, заредена със светлочувствителен материал.
Светлинните лъчи, които идват от обекта преминават през малкия отвор, за да пресъздадат изображението.